# Señorita Andrea
Señorita Andrea è una telenovela argentina prodotta prodotta nel 1980 da Nicolás del Boca per ATC con protagonisti Andrea del Boca e Raúl Taibo.

## Trama
Dopo un periodo di due anni trascorso negli Stati Uniti in compagnia della nonna, Andrea Soledad (interpretata da Andrea del Boca) decide di tornare a casa, desiderosa di rivedere i suoi genitori e la sorella adottiva, Mariana (Rita Terranova). Nonostante Andrea sia afflitta da una grave malattia che richiede un intervento chirurgico delicato per la sua sopravvivenza, rimane inalterata nel suo spirito, mostrando sempre gentilezza e solidarietà verso i suoi genitori e tenerezza verso Mariana.
Un giorno, il suo percorso di vita si intreccia con quello di Nino (Raul Taibo), un ragazzo dal carattere un po' difficile ma con un cuore allegro, che diventa ben presto un amico fidato. Questa nuova amicizia rinvigorisce la voglia di vivere di Andrea. Tuttavia, Mariana, che ha da sempre nutrito un amore segreto per Nino, vede questa amicizia con sospetto e decide di interferire. Escogita un piano perfido per separare i due, cercando di convincere Nino che Andrea ha inventato la sua malattia solo per attirare su di sé l'attenzione e la compassione.
La malizia di Mariana è alimentata da Rachele (Miriam Perazolo), la governante della casa, che si rivela essere la madre biologica di Mariana. Andrea, l'innocente vittima, deve sopportare le nefandezze di Mariana e Rachele. Ma, nonostante tutte le avversità, alla fine tutto si risolve per il meglio e Andrea riesce a guarire.